# Мароци, Геза
Геза Ма́роци (венг. Maróczy Géza; 3 марта 1870, Сегед, Королевство Венгрия, Австро-Венгрия — 29 мая 1951, Будапешт, Венгрия) — венгерский шахматист, гроссмейстер (1950), один из сильнейших в мире в первом десятилетии XX века.

## Биография

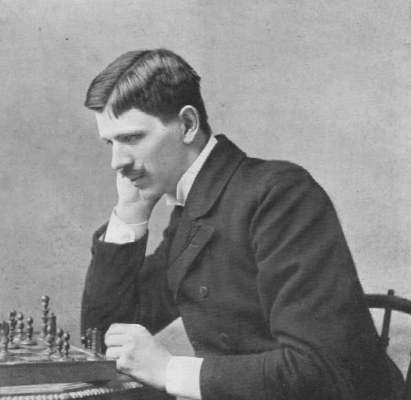
Около 1906 года

Мароци по образованию — математик и технолог, продолжительное время работал инженером. Познакомился с шахматами в 15 лет, позже, играя с лучшими будапештскими шахматистами, стал мастером.
Официальное звание мастера получил лишь на побочном турнире в Гастингсе в 1895 году. Победитель международного турнира в Вене (1899) и в Мюнхене (1900). С 1900 по 1908 годы сыграл 189 партий, выиграл 172. До 1908 года регулярно принимал участие почти во всех крупных турнирах и, за исключением Венского гамбитного турнира 1903, неизменно выигрывал.
Брал первые призы в Монте-Карло (1902), Остенде (1905), Бармене (1908, вместе с Давидом Яновским), Вене (1908, вместе с Олдржихом Дурасом и Карлом Шлехтером).
После 1908 Мароци отошёл от шахмат и вернулся только после Первой мировой войны. Его единственным крупным успехом в этот период стало призовое место в Карлсбаде (1923, вместе с Александром Алехиным и Ефимом Боголюбовым).
Мароци известен прежде всего как шахматист оборонительного стиля (на одном из турниров 1920-х годов он свёл все партии вничью, что дало повод говорить о «ничейной смерти» шахмат) и мастер эндшпиля. Прекрасно проявил себя в таких вошедших в то время в моду дебютах, как французская и сицилианская защиты.
Мароци был главным учителем и наставником Веры Менчик — 1-й чемпионки мира по шахматам.
Считается, что в 1985—1993 годах Виктор Корчной сыграл партию с духом Мароци, связь с которым происходила с помощью медиума Р. Ролланса. Партия закончилась победой Корчного на 47-м ходу.